# Pen Draig
Pen Draig, voorheen gekend als Dino Ride en Dino, was een theekopjesattractie in het Belgische pretpark Bobbejaanland. Deze kinderattractie opende in 1994 en werd ontworpen door MACK Rides. Na in 2018 uit Bobbejaanland verwijderd te zijn om plaats te maken voor het nieuwe Land of Legends-gebied, werd de attractie aan het begin van seizoen 2023 in het Franse pretpark La Récré des 3 Curés geopend onder de naam Pen Draig.

## Connectie met Viking Ride
De attractie opende en sloot in Bobbejaanland samen met de eveneens door Mack Rides ontworpen attractie Viking Ride. In 2019 of 2020 werden beide attracties door La Récré des 3 Curés aangekocht, waarna Viking Ride een jaar eerder opende dan Dino Ride (2022). De attracties staan ook met hun nieuwe namen weer enkele meters van elkaar.
Afbeeldingen